# Knoopkruidparelmoervlinder
De knoopkruidparelmoervlinder (Melitaea phoebe) is een vlinder uit de familie Nymphalidae (vossen, parelmoervlinders en weerschijnvlinders). De spanwijdte van de vlinder bedraagt tussen de 34 en 50 millimeter.
De vlinder komt voor in het Palearctisch gebied uitgezonderd het meest noordelijke deel. In Europa is de vlinder niet bedreigd, maar in Nederland en België komt hij niet meer voor.
Het leefgebied bestaat voornamelijk uit droog grasland en steppes. De vlinder vliegt in berggebied tot een hoogte van 1900 meter. De knoopkruidparelmoervlinder vliegt van april tot en met september in twee generaties.
Waardplanten zijn soorten van de geslachten centaurie en in mindere mate weegbree. Tot het geslacht centaurie behoort ook het knoopkruid waar de vlinder naar is vernoemd.